# البیفویل-لاگارد
البیفویل-لاگارد (به فرانسوی: Albefeuille-Lagarde) یک کامین در فرانسه است که در Canton of Castelsarrasin-2 واقع شده‌است.

## خصوصیات
البیفویل-لاگارد ۸٫۰۳ کیلومترمربع مساحت و ۶۵۲ نفر جمعیت دارد و ۱۲۵ متر بالاتر از سطح دریا واقع شده‌است.